# Mars Climate Orbiter

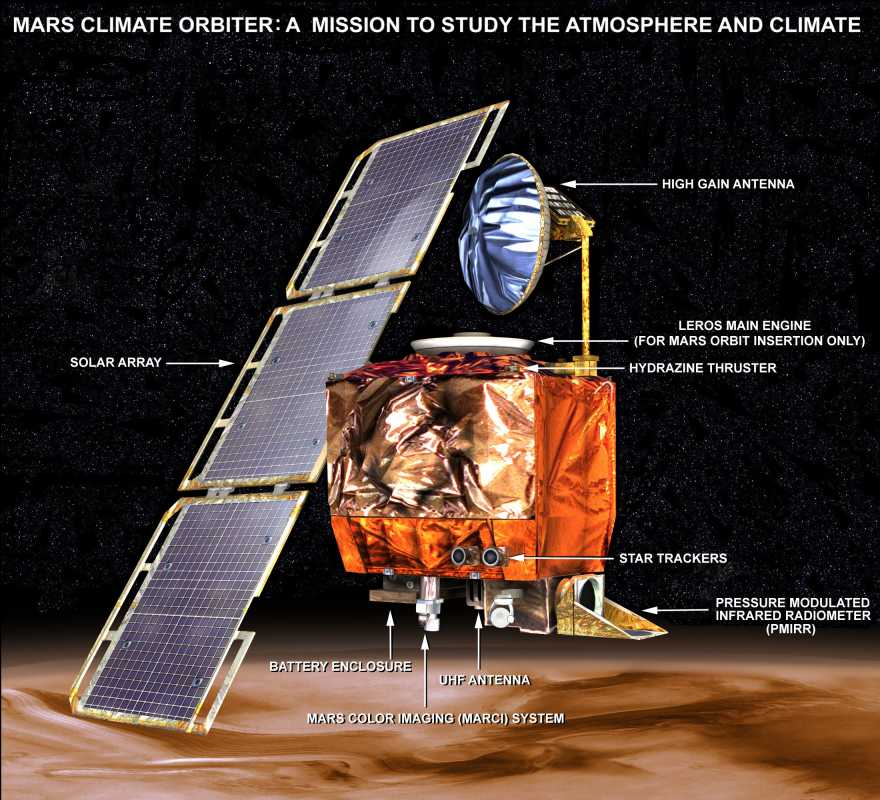
Aufbau des MCO

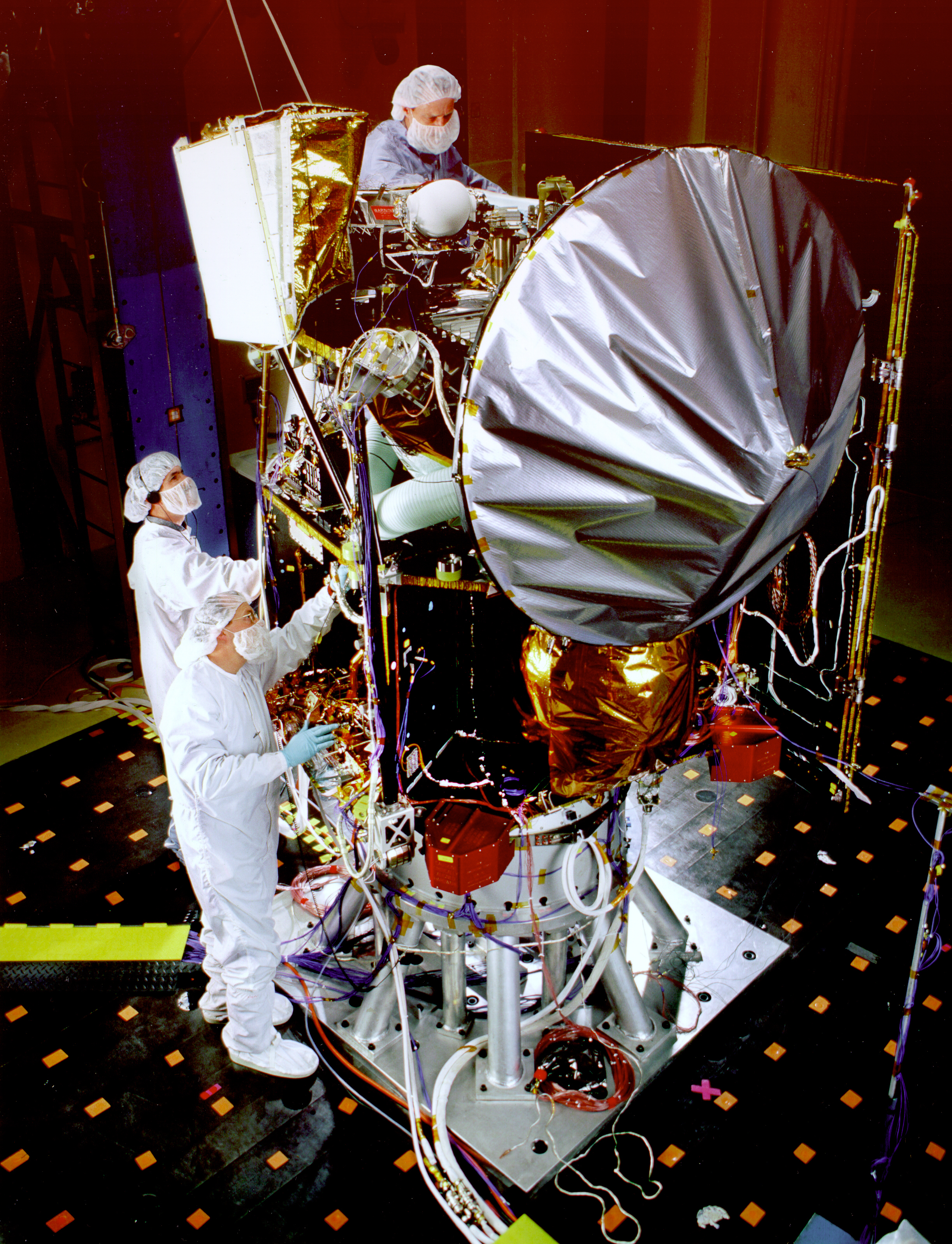
MCO während Tests

Mars Climate Orbiter (MCO) war eine NASA-Sonde zum Mars. Sie ging 1999 aufgrund eines Einheitenfehlers im Navigationssystem verloren.

## Instrumente
Mars Climate Orbiter war zusammen mit Mars Global Surveyor dafür gebaut worden, die Instrumente des verlorenen Mars Observer doch noch zum Einsatz bringen zu können. Während auf Mars Global Surveyor vier Mars-Observer-Experimente flogen, wurde Mars Climate Orbiter nur mit einem ausgestattet: Dem PMIRR (Pressure Modulated Infrared Radiometer), welches das Marsklima untersuchen sollte, indem es die vom Mars reflektierte Strahlung analysierte. Zusätzlich wurde eine Kamera, der Mars Color Imager (MARCI) integriert.
Neben der Klimauntersuchung bestand die Aufgabe des MCO darin, als Relais für den ebenfalls gescheiterten Mars Polar Lander zu fungieren.

## Mission
MCO startete am 11. Dezember 1998 an Bord einer Delta II 7425 vom Weltraumbahnhof Cape Canaveral. Am 23. September 1999 erreichte die Sonde den Mars und startete ihr Triebwerk, um von der Mars-Gravitation eingefangen zu werden. Geplant war zunächst ein elliptischer Orbit von 150 km × 21.000 km, durch Abbremsen mittels Aerobraking sollte MCO innerhalb von 44 Tagen den endgültigen, nahezu kreisförmigen Orbit in 421 km Höhe erreichen. Doch als die Sonde nach dem Abbremsmanöver wieder aus dem Funkschatten des Mars ausgetreten sein sollte, konnte kein Kontakt mehr hergestellt werden.

## Verlust
Die Untersuchungskommission fand schnell den Grund für den Verlust der Sonde. Die Telemetriedaten ergaben, dass sie sich dem Mars nicht auf 150 km, sondern auf 57 km genähert hatte. In dieser Höhe ist die Marsatmosphäre so dicht, dass die Sonde durch die Reibungshitze zerstört wurde. Die Ursache dieses Navigationsfehlers war ebenfalls bald ermittelt: Während die NASA den Impuls p im Internationalen Einheitensystem (SI) mit der metrischen Einheit N·s berechnet hatte, wurde die Navigationssoftware des MCO vom Hersteller Lockheed Martin im imperialen System mit der Impulseinheit lbf·s ausgelegt, die um den Faktor 1/4,45 geringere Werte liefert. Um einen durch den Solardruck auf das asymmetrisch angebrachte Solarpanel wirkenden Drall zu kompensieren, mussten mehrere Kurskorrekturen vorgenommen werden. Durch den Einheitenfehler der Software („thruster performance data in English units instead of metric units“) wurde die Wirkung der Schubdüsen (engl. thruster) jedoch unterschätzt und der Kurs deshalb überkorrigiert und die Sonde viel zu nah an den Mars herangeführt.
Die Untersuchungskommission zum Absturz erklärte dazu: „The MCO MIB has determined that the root cause for the loss of the MCO spacecraft was the failure to use metric units in the coding of a ground software file, “Small Forces,” used in trajectory models.“ (dt.: „Das MCO MIB hat festgestellt, dass die Ursache für den Verlust der MCO-Raumsonde darin lag, dass bei der Kodierung einer Bodensoftware-Datei, "Small Forces", die in Flugbahnmodellen verwendet wurde, keine metrischen Einheiten verwendet wurden.“)
Als weitere Ursachen des Verlusts wurden mangelnde Erfahrung, Überlastung und schlechte Zusammenarbeit der Bodenmannschaften angeführt. Eingespielte Teams hätten den Einheitenfehler auch während des Flugs evtl. entdecken und so den Totalverlust verhindern können.